# Karin Boye
Karin Maria Boye (Gotemburgo, 26 de outubro de 1900 - Alingsås, 24 de abril de 1941) foi uma escritora, poetisa e desenhista sueca. Em seu país é reverenciada como uma grande e proeminente poetisa, mas é internacionalmente conhecida pelo romance distópico Kalocaína (1940).

## Biografia
Karin nasceu na cidade de Gotemburgo, na Gotalândia Ocidental, em 1900 e se mudou para Estocolmo em 1909 com a família. Seu pai era engenheiro civil e mudava-se constantemente por causa do trabalho. Na capital, ela estudou na Åhlinska skolan, uma escola só para meninas, até 1920, qualificando-se para o magistério em 1921.
Frequentou a Universidade de Uppsala e a Universidade de Estocolmo, de 1921 a 1926, tendo lançado sua primeira coletânea de poemas em 1922, chamada Nuvens (em sueco Moln). Durante seus estudos em Uppsala, até 1930, ela foi membro de uma organização não-partidária de estudantes socialistas na Suécia, dedicada a lutar contra o fascismo. Esteve envolvida nos editoriais dos jornais de esquerda da organização, além de trabalhar como escritora e crítica em jornais, como o Social-Demokraten e o Arbetet.
Em 1931, junto de Erik Mesterton e Josef Riwkin, ela fundou uma revista dedicada à poesia, chamada Spektrum, que introduziu T. S. Eliot e os surrealistas aos leitores suecos. Ela traduziu vários dos trabalhos de Eliot para sua língua materna.

## Carreira
Karin é mais conhecida na Suécia por suas poesias, como a famosa "Yes, of course it hurts" (em sueco: Ja visst gör det ont). Fora da Suécia, seu trabalho mais conhecido é o romance distópico Kalocaína (1940). Inspirada pelo nazismo em sua visita a Berlim, o livro fala de uma sociedade reprimida e extremamente controlada, onde um cientista idealista, chamado Leo Kall, cria uma droga chamada kalocaína, um tipo de soro da verdade. Alguns acreditam que o livro de Karin serviu de inspiração para George Orwell, que escreveu 1984 dez anos depois. O livro virou filme na Suécia, em 1981 e foi uma das influências para o filme Equilibrium, de 2002.

## Últimos anos
Em 1932, há registros de Karin fazendo terapia em Berlim. Ela foi casada com Leif Björk de 1929 a 1931, mas não tiveram filhos e o casamento parecia ser mais amigável do que romântico. Em 1932, depois se separar de Leif, ela se envolveu com Gunnel Bergström, esposa do poeta Gunnar Ekelöf, que deixou o marido para ficar com ela. Enquanto estava em Berlim, ela conheceu uma jovem judia, chamada Margot Hanel, com quem teve um relacionamento de 1932 a 1941. Karin descrevia Margot em suas cartas e diários comumente como "minha esposa".

## Morte
Karin lutou contra a depressão e teve conflitos com sua sexualidade por boa parte da vida. O relacionamento com Margot também teve seus conflitos e depois de um tempo separadas, elas sempre voltavam. Em 24 de abril de 1941, ela cometeu suicídio, com uma overdose de pílulas para dormir. Margot também se suicidou algum tempo depois, por envenenamento por gás. Ela chegou a ser socorrida e levada ao hospital, mas não resistiu.

## Obras
Poemas 
- Moln (Nuvens), 1922

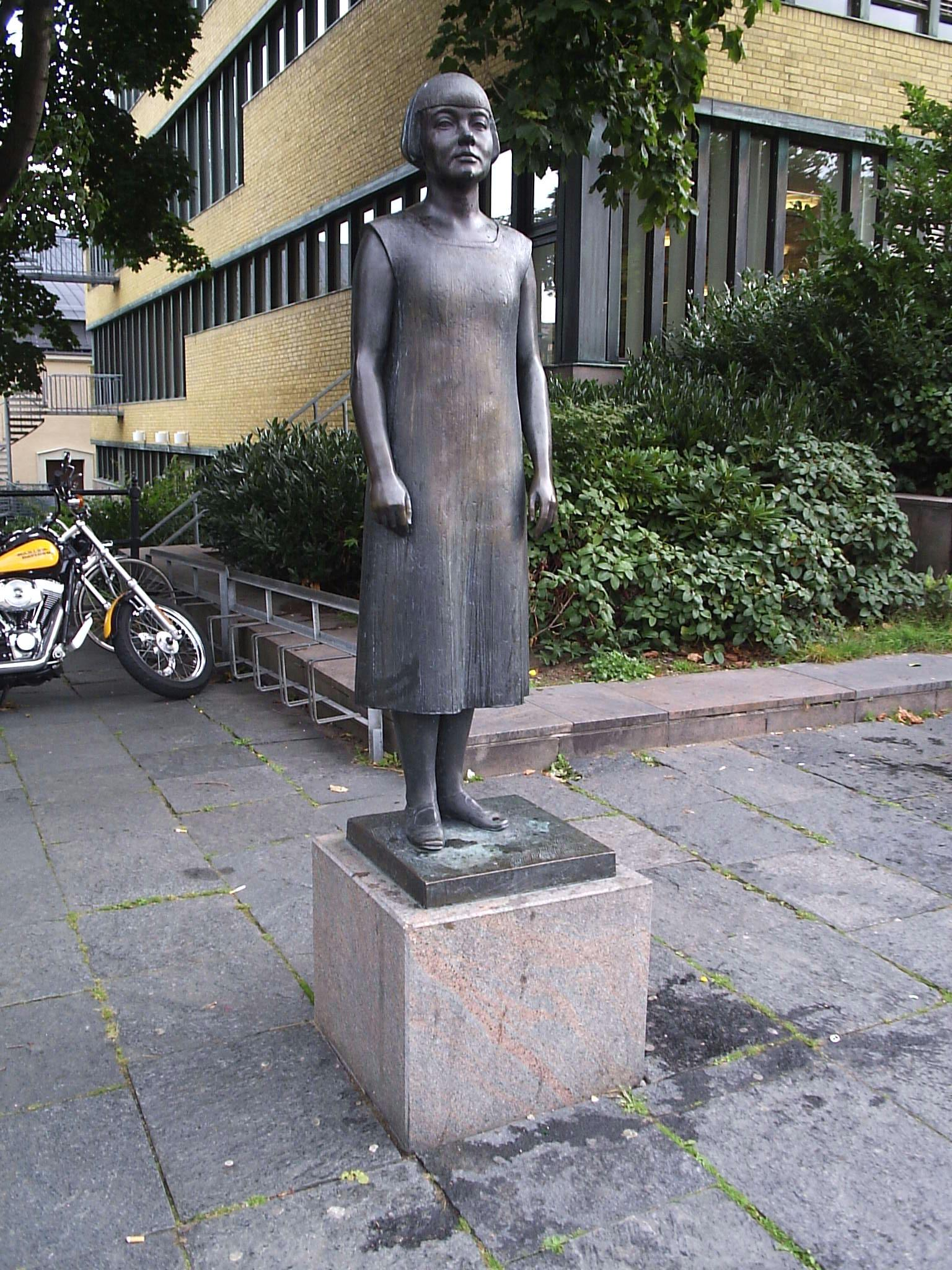
Estátua de Karin Boye junto à Biblioteca Municipal de Gotemburgo, em Kungsportsavenyn.

- Gömda Land (Terra escondida), 1924
- Härdarna (Os lares), 1927
- För trädets skull (Por amor da árvore, 1935)
- De sju dödssynderna (Os sete pecados mortais), póstumo, 1941

Romances 
- Kris (Crise), 1934, no qual descreve sua adolescência e a descoberta de sua bissexualidade.
- Kallocain, 1940, que põe em cena um estado totalitário semelhante ao regime da Alemanha Nazista de Hitler e da União Soviética de Stalin.